# Кортні Вілдін
Кортні Джеймс Вілдін (англ. Courtney James Wildin, нар. 31 березня 1996, Кру) — антигуанський футболіст, захисник клубу вищого дивізіони зона центр Південної футбольної ліги «Коалвілль Таун». Виступав, зокрема, за клуби «Шеффілд Венсдей» та «Коалвілль Таун», а також національну збірну Антигуа і Барбуда.

## Клубна кар'єра

### «Шеффілд Венсдей»
Народився 31 березня 1996 року в місті Кру. Вихованець футбольної школи клубу «Астон Вілла». У 2015 році приєднався до «Шеффілд Венсдей U-23». У січні 2016 року відправився в оренду до «Гейнсборо Триніті. 
У лютому 2016 року перейшов в оренду до «Лінкольн Сіті», яку вже в березні продовжили до завершення сезону. 
По завершенні сезону отримав від «Шеффілд Венсдей» статус вільного агента.

### «Бостон Юнайтед»
Після відходу з «Шеффілд Венсдей» підсилив «Бостон Юнайтед». 
У грудні 2016 року перейшов воренду до «Геднесфорд Таун», а після завершення 1-місячної оренди повернувся в «Бостон». 23 лютого 2017 року відправився в оренду до «Корбі Таун», а вже 23 квітня залишив розташування команди. 

### «Ньюнітон Таун»
У травні 2017 року, разом з братом Лютером, перейшов у «Ньюнітон Таун». У вересні того ж року домовився про дострокове розірвання контракту за згодою сторін.

### «Нантвіч Таун»
У жовтні 2017 року перейшов у «Нантвіч Таун». Більшість часу, проведеного у складі команди гравцем захисту.

### «Коалвілль Таун»
9 червня 2018 року підсилив представника Вищого дивізіону зони «Центр» Південної ліги «Коалвілль Таун» приєднався 2018 року. 
У грудні 2018 року Кортні повідомив, що у нього діагностовано лейкемію.

## Виступи за збірну

### Антигуа і Барбуда
У травні 2016 року отримав перший виклик до національної збірної Антигуа і Барбуда. Дебютував за збірну 4 червня 2016 року, вийшовши на заміну в другому таймі кваліфікації Карибського кубку проти Пуерто-Рико.

## Особисте життя
Брат, Лютер, також професіональний футболіст, який виступає на позиції захисника в англійському клубі «Стівенідж» та національній збірній Антигуа і Барбуда. На початку грудня 2018 року у Кортні діагностували лейкемію.

## Статистика виступів

### Статистика виступів за збірну
| Дата       | Місто                      | Господарі         | Результат | Гості             | Турнір                                       | Голи | Примітки |
| ---------- | -------------------------- | ----------------- | --------- | ----------------- | -------------------------------------------- | ---- | -------- |
| 7-9-2018   | Антигуа і Барбуда          | Антигуа і Барбуда | 0 – 3     | Сент-Люсія        | Ліга націй КОНКАКАФ 2019-2020 - Кваліфікація | -    |          |
| 12-10-2018 | Нассау (Багамські Острови) | Багамські Острови | 0 – 6     | Антигуа і Барбуда | Ліга націй КОНКАКАФ 2019-2020 - Кваліфікація | -    |          |
| 19-11-2018 | Фор-де-Франс               | Мартиніка         | 4 – 2     | Антигуа і Барбуда | Ліга націй КОНКАКАФ 2019-2020 - Кваліфікація | -    |          |
| Усього     |                            | Матчів            | 8         |                   | Голів                                        | 0    |          |